# Passage des Deux-Portes
Le passage des Deux-Portes est une voie du 20e arrondissement de Paris, en France.

## Situation et accès
Le passage des Deux-Portes est situé dans le 20e arrondissement de Paris. Il débute au 8, rue Galleron et se termine au 28, rue Saint-Blaise.

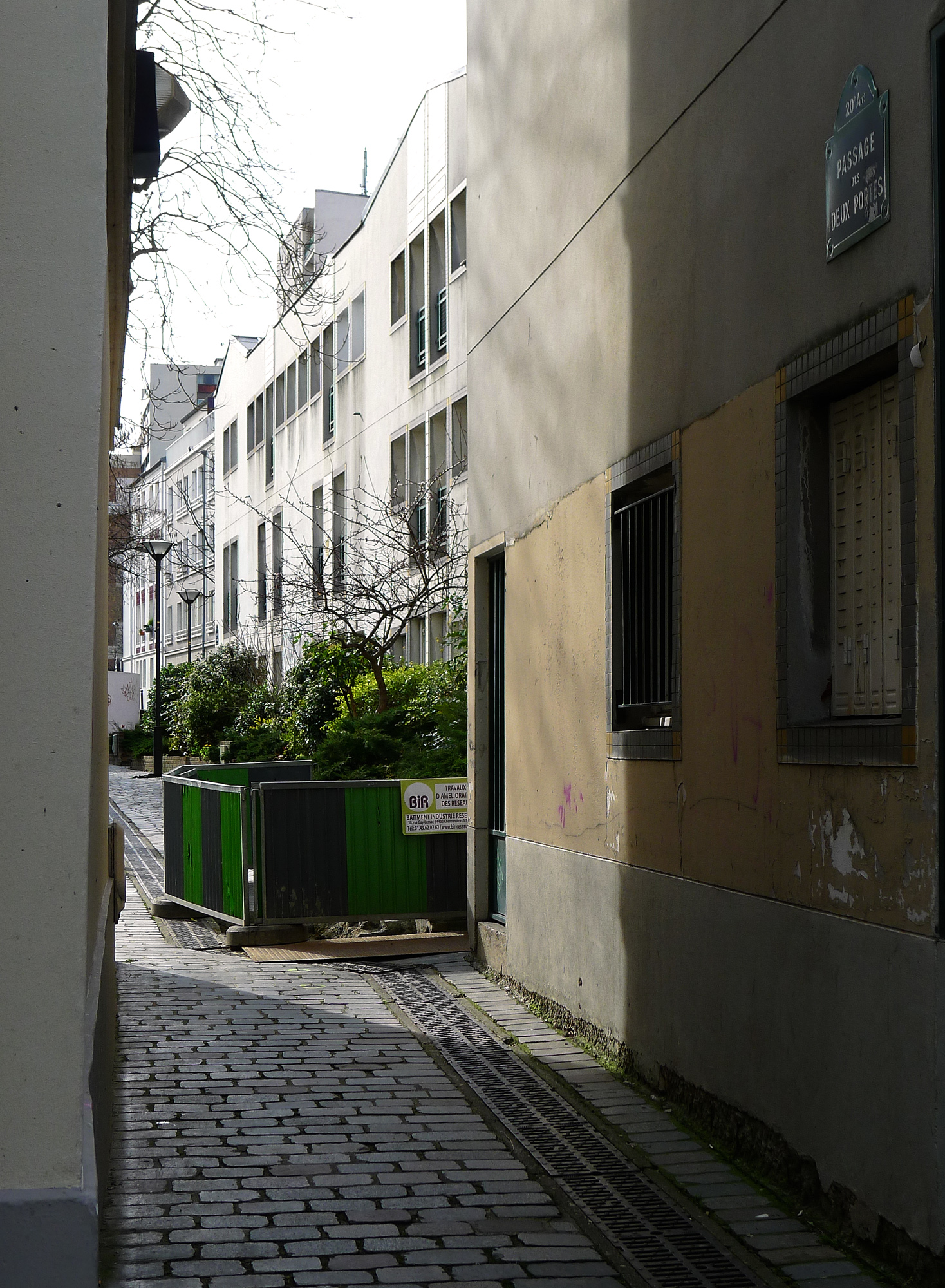
Entrée du passage, côté rue Saint-Blaise.

## Origine du nom
Cette voie était à l'origine en impasse et deux portes en permettaient l'accès à partir de la rue Saint-Blaise.

## Historique
Précédemment dénommée « rue des Deux-Portes » et « impasse des Deux-Portes », elle est attestée sous ce dernier nom en 1885. Elle englobait l'ancienne « impasse des Deux-Portes » sur une longueur de 30 m à partir de la rue Saint-Blaise. 
Le surplus, jusqu'à la rue Galleron, a été ouvert dans le cadre de travaux de la ZAC Saint-Blaise sous le nom provisoire de « voie DC/20 » ; il devint le « passage des Deux-Portes » par un arrêté municipal du 1er juillet 1994.

## Bâtiments remarquables et lieux de mémoire
- La maison de campagne que Fouquier-Tinville possédait à Charonne à partir de 1781, à l'angle de la rue Saint-Blaise, dont l'entrée principale se situait « impasse des Deux-Portes », possédait une entrée secondaire rue Galleron.